# میدان (شوشی)
میدان (به لاتین: Meidan) یک میدان تاریخی در جمهوری آذربایجان است که در شوشی واقع شده‌است.